# Francesca Guillén
Mónica Camacho Guillén (Ciudad de México, 14 de junio de 1977), más conocida como Francesca Guillén es una actriz mexicana de cine, teatro y televisión.

## Carrera
Inició su experiencia profesional en 1982, a la edad de 5 años, en el programa de televisión Juguemos a cantar.
En su filmografía destaca el largometraje Así es la vida, dirigido por Arturo Ripstein sobre la Medea de Séneca, que participó en festivales internacionales como el Festival de San Sebastián, Festival de Cannes y el Festival de Cine de La Habana.
En 2003 participó en la telenovela clase 406, donde interpretó a Samsara, una villana que claramente tenía problemas mentales.
En 2007 viajó con el montaje de Ofelia Medina, Cada quien su Frida, a escenarios de España, Estados Unidos, Cuba y Dinamarca. Allí permaneció durante un tiempo estudiando en el Odin Teatret bajo la dirección de Eugenio Barba, con quien colaboró durante 2008 y 2009 en los montajes The Medea Marriage, en Dinamarca, y Ur Hamlet en Polonia, además de complementar esta experiencia con estudios especializados en su labor escénica.
En 2011 fue premiada por la APT (Agrupación de Periodismo Teatral), como la Revelación Femenina por su actuación estelar en la obra teatral Lluna, de Jaime Chabaud. También participó en el montaje erótico El Placer de Nuestra Lengua, que se estrenó durante 2010.
Su primera participación dentro de una producción estadounidense tuvo lugar en 2005 bajo la dirección del cineasta independiente Zev Berman,
en el thriller Borderland. Durante 2014 se integró al montaje Infieles. Participó también en la obra infantil El Cajón de los Secretos, y durante 2013 fue parte de los montajes La Hora de Luis Koellar para Micro teatro y Juegos Profanos con temporada en Radio UNAM, dirigida por Eduardo Ruiz Saviñón. 
Durante 2012 estelarizó el montaje Alicia subterránea también con la dirección de Eduardo Ruiz Saviñon con el personaje de Alicia. Estrenó también Mujer lagartija, del mexicano Cutberto López, protagonizando junto a Cecilia Toussaint, bajo la dirección de Aarón Hernández Farfán como parte del ciclo Voces Perpetuas, en el Foro Shakespeare por el que también se integró al elenco del montaje Negro Animal Tristeza, de la alemana Anja Hiling, con dirección de Rodrigo Johnson.
Participó en los programas de fomento a la lectura del INBA, Leo... luego existo y ¿Quieres que te lo lea otra vez?.
Durante enero de 2015 estrenó Casa de muñecas bajo la Dirección de Rodrigo Johnson.
Hasta la fecha Francesca Guillén tiene una amplia trayectoria que incluye participaciones en cortometrajes, largometrajes, telenovelas, programas unitarios, danza, narrativa, teatro, entre otras; en ellas, ha integrado dentro de su entrenamiento físico la acrobacia y las artes marciales además de otras disciplinas.

## Filmografía

### Telenovelas
- Rebelde (2005-2006) .... Ana[1]
- Apuesta por un amor (2004-2005) .... Matilde Cruz ⸸
- Clase 406 (2002-2003) .... Paloma / Samsara Nájera
- Atrévete a olvidarme (2001).... Lucina
- Locura de amor (2000).... Lucinda Balboa
- Camila (1998-1999).... Cecilia
- Sin ti (1997-1998).... Sandra
- Confidente de secundaria (1996).... Belén
- Agujetas de color de rosa (1994-1995) .... Débora / Fernanda
- Mi segunda madre (1989) .... Luisita Peña

### Largometrajes
- El que vendrá (2010) Russel Álvarez
- El principio de la espiral (2007) Rafael Rangel
- Mosquita muerta (2005) Joaquín Bissner
- Cañitas (Presencia) (2005) Julio César Estrada
- Borderland (2005) Zev Berman
- La edad de la ciruela (2004) Emiliano Polo
- Santos Peregrinos (2004) Juan Carlos Carrasco
- Sangre joven (2003) Rolando Reynoso
- Así es la vida (2000) Arturo Ripstein
- La segunda noche (1999) Alejandro Gamboa
- El hijo perdido (1994) Reyes Bercini

### Cortometrajes
- Súbito (2021) Verónica Marín.
- Emma (2014) Romy Quiroz.
- Come (2014) Uraitz Subies. Cineminuto
- Goes and Runs (2014) Manuel Rodarte
- A Better Place to Be (2011) C.C.C.Cineminuto
- Hermelinda (2011) Janette López
- En el lago (2011) C.C.C. Israel Ahumada
- Educada Memoria (2008) Alberto Rea
- La Tercer Orden (2007) Jorge Siqueiros
- Encuentro Ausente (2006) Nejemye Tenembaum
- Peces de Asfalto (2004) Rafael Rangel
- Refugio... De aquí a ninguna parte (2005) Paulo Riqué
- Sin ti (2003) Bertha Gasga
- Coyote 13 (2003) Alfonso Corona
- La cuarta llamada (2002) Yun Osawa
- Rear View (1999) Francesca Fisher
- Al Borde (1998) Antonio Zavala. Aura]
- Las motos son de hombres (1996) Martin Nava
- El tren (1992) Enrique Begné
- La gata que vino a cenar (1991) Omar Velázquez

### Teatro
- Instinto, Barbara Colio (2017)
- La Expulsión del Paraíso, Auto dirección (2017)
- Casa De Muñecas, Rodrigo Johnson (2016)
- En las Montañas Azules, Emmanuel Morales (2016)
- Amor a Muerte, Francesca Guillén TEC (2015-2016)
- Faustaff, Frank Kayle (2015)
- Los desaparecidos, Teatro Clown (2015)
- Doggie, Rodrigo Gonzales TEC (2015)
- Mujeres de Par en Par, Ana Francis Mor, Teatro en Atril. (2015)
- Bella Maldad, Emmanuel Morales TEC (2015)
- Fosa, Rodrigo Gonzales (2015)
- De tangos, cronopios y autonautas (2015) Ofelia Medina, UDG.
- Casa de muñecas, Henrik Ibsen, (2015) Rodrigo Johnson.
- Infieles (2014). Libélula Motion.
- El Cajón de los Secretos (2014). Rodrigo Johnson.
- La Hora (2013) Luis Koellar. Microteatro México.
- Juegos Profanos (2013) Eduardo Ruiz Saviñón. UNAM México
- Baño de Mujeres (2013) Gabriel Varela.
- Negro Animal Tristeza (2012) Rodrigo Johnson.
- Mujer Lagartija (2012) Aarón Hernández Farfán.
- Alicia Subterránea (2012) Eduardo Ruiz Saviñón.
- El Placer de Nuestra Lengua, (2011) (2010) Ofelia Medina /UDG.
- Lluna (2010) Aarón Hernández.
- Espina y Flor (2009) Raúl Zermeño.
- Cada quien su Frida (2006-2007-2008)
- Los monólogos de la vagina, (2004) Jaime Matarredona.
- De la calle, (2001) Leonardo Ayala.
- Justinne, (1998), Claudia Rivera.
- Las ruinas de Bernarda Alba (1992) Bárbara Guillén.
- Descubrimiento (1989) Alejandro Tamayo.
- Vaselina show (1989) Julissa de Llano.
- Canto Verde (1982) Olivia de Montelongo.

### Teatro de calle
- El Tirano, (2010) Francesca Guillén
- Ur-Hamlet, (2009) Eugenio Barba,  Wroclaw, Polonia. (Odin Teatret)
- The Medea Marriage, (2008) Eugenio Barba, Holstebro, Dinamarca. (Odin Teatret)
- En Busca del Huevo Filosofal, (1999) Israel Cortés
- Pierrot, (1992) Francesca Guillén

### Teatro Danza
- La Llama Doble (2014) Rodrigo Gonzáles “Centenario Octavio Paz”
- El vacío de las estrellas (2003) Eros Ludens, César Romero
- Vishnu, o las almas perdidas (2002) Eros Ludens, César Romero
- El Gigante Huichilobos (1998) Horacio Salinas, Isabel Beteta
- La Sibilas (1997) Horacio Salinas, Isabel Beteta

### Televisión
- Drunk History Mx,Temporada !! (2016)
- Drunk History Mx, Capítulo 1, Temporada 1 (2015)
- Historias para contar (2005) Miami, Fla. EUA. Alejandro Gamboa
- Mujer, casos de la vida real (15 episodios como protagonista, 1995-2005)
- Día infernal (2005)
- Las peores intenciones (2004)
- Viviendo en la confusión (2003)
- La rugida del espanto (2002)
- Secretos (2002)
- La ola del tiempo (2002)
- Cuerpo y alma (2002)
- Fragilidades (2001)
- Mala cosecha (2001)
- Cuando falla la justicia (1997).... Yessica
- Nunca es tarde para el perdón (1997)
- ¿Qué hacen nuestros hijos? (1997)
- Yo no tuve la culpa (1997) - Mala Fe
- Flor de muerte
- Videoteatro Cosa Juzgada "La Santa" (1993)
- Videoteatro Cosa Juzgada "Campo de Ortigas" (1993)

### Videoteatros
- "La Santa", “La Oportunidad”, Miguel Sabido (1993) ....La Santa
- La telaraña (1992)
- Mi segunda madre (1989).... Luisita
- La hora marcada (1986)... Game Over
- Sale y Vale (1983)

### Documentales
- A 25 años de México 68 (1993) Óscar Menéndez.